# Coper

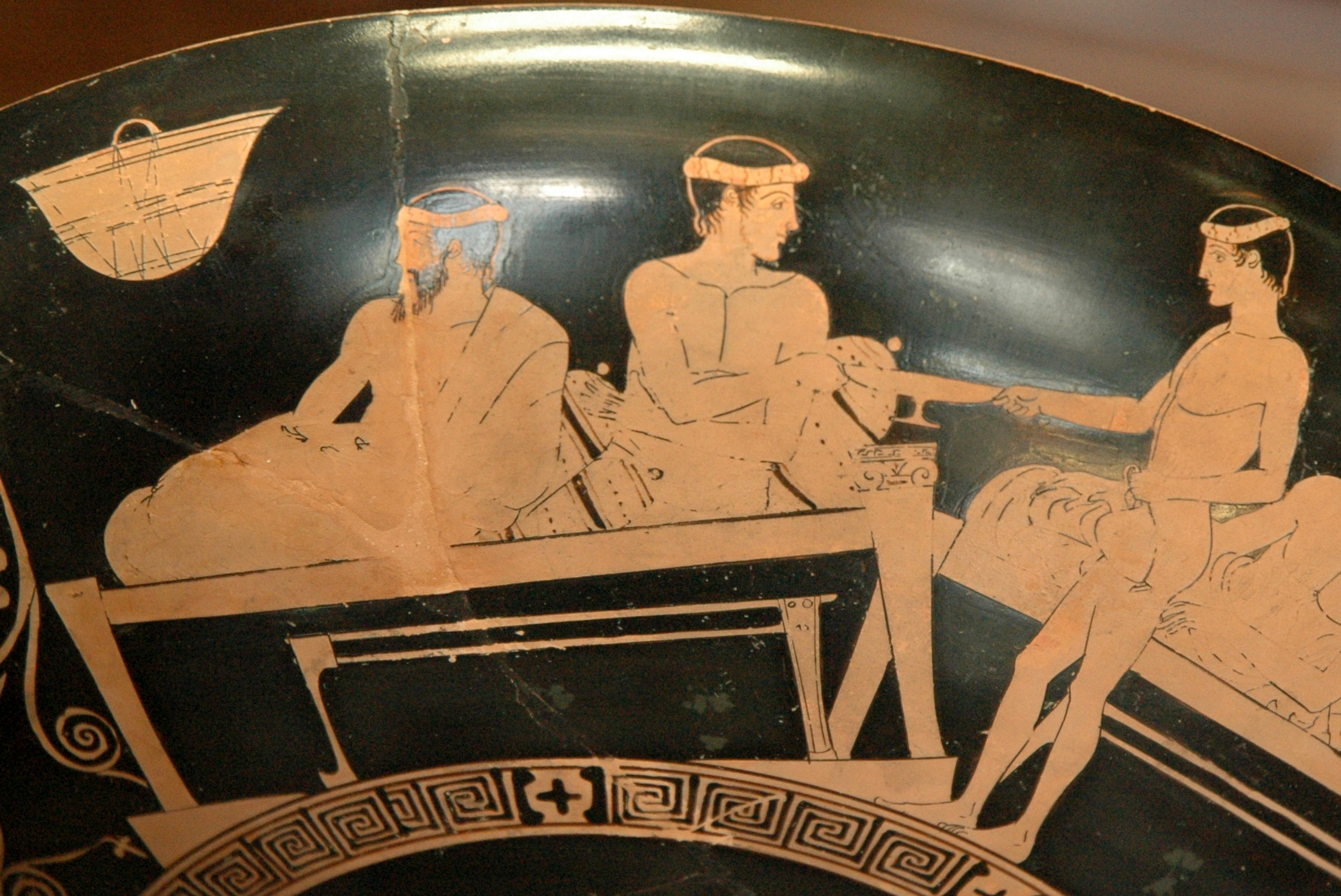
Coper servint vi en un banquet. Porta un enócoe a la seva mà dreta i un kilix en la seva esquerra. Representat en un kilix àtic c. 460-450 a. C.

Coper era un oficial o encarregat d'alt rang en les corts reals, la tasca de les quals era servir les begudes en la taula. A causa del temor constant a les conspiracions i intrigues, aquesta persona havia de ser considerada totalment digna de confiança per poder mantenir la seva posició. Havia de protegir la copa del rei davant el risc d'enverinaments, per la qual cosa es requeria, de vegades, tastar una mica de vi abans de servir-lo.
Les seves relacions de confiança amb el rei, sovint els donava una posició de gran influència, per la qual cosa van ser pocs els triats al llarg de la història. Es troben copers en la mitologia i la religió, on els déus de vegades en tenien algun.

## Copers en la Bíblia
Aquest ofici és esmentat per primera vegada en el Gènesi 40:1, on la paraula hebrea és traduïda, de vegades, no només com "coper", sinó també com "majordom". La frase: El faraó es va enutjar contra els seus dos eunucs, el "cap dels copers" i... (Gènesi 40:2) concorda amb el fet que podien existir diversos copers sota el comandament d'un cap. Nehemías (cf. Nehemías 1:11) va ser el petit nen jueu, captiu i exiliat a Pèrsia fins que els medos i els perses van derrotar els successors del rei Nabucodonosor II i van prendre el control del seu imperi, incloent tots els captius de guerra. Nehemías va arribar a la posició de més alt rang de palau, el de coper del rei Artaxerxes I de Pèrsia. La seva posició va posar la seva vida en risc però li va donar autoritat i un salari important. El rei el va tenir en gran estima, com es mostra en (Nehemies 2:2 i següents). La seva capacitat financera (Nehemies 5:8,10,14,17) indicaria que aquesta ocupació era molt lucrativa.

## Copers en l'antiguitat
Cap a 721 aC, en la cort dels reis assiris, el cap dels copers o Gran Coper (rab shaqé) era l'encarregat de presentar la copa real en les cerimònies oficials.
Els reis macedonis, inclòs Alexandre Magne, estaven envoltats de copers. Aquesta funció estava reservada als fills de la noblesa. El coper macedoni més famós va ser Yolas, fill de Antípatro, al que un rumor acusava de l'enverinament d'Alexandre.

## Copers en la mitologia grega i romana
En la mitologia grega, Hebe, deessa de la joventut, va ser la copera original dels déus grecs del munti Olimp servint-los nèctar i ambrosia. Hebe és filla de Zeus i Hera i d'ella, Homer en la seva Ilíada diu així:
"Els déus es van asseure prop de Zeus en el consell, sobre un sòl d'or. Gentilment, Hebe els servia nèctar, i amb les tasses d'or, van brindar uns amb uns altres, mirant cap avall, cap a la fortalesa de Ilion." (Homer, Ilíada 5.1-5) 
El paper de Hebe com copera va acabar quan es va casar amb Hèracles, l'heroi de guerra que es va unir a ella i va formar una família. Llavors, va ser substituïda per Ganímedes, príncep i mortal heroi. Ganímedes era fill de Tros de Dardania i es va convertir en el erómeno de Zeus després que s'enamorés d'ell i l'hi portés lluny del seu pare. Aquesta posició tenia gran demanda, igual que la de coper. S'esperava que es regís pels principis del domini de si mateix. En El convit de Plató, es descriu als eromenoi com els "millors" nois. Segons la Ilíada, Zeus va enviar a Hermes per tranquil·litzar a Tros que Ganímedes fos immortal i així seria coper dels déus, "una posició de molta distinció".
Algunes tradicions diuen que Pélope va ser segrestat per Posidó, que'l va fer la seva copera.
Els déus romans, en alguns casos tan estretament relacionats amb la mitologia grega, tenen el seu equivalent a Hebe en la deessa de la joventut, Juventas.

## Copers en l'edat mitjana
Els emperadors de Constantinoble van continuar amb aquesta pràctica, heretada alhora de les monarquies del Pròxim Orient Antic, les monarquies hel·lenístiques i de l'Imperi Romà.
El rei de Bohèmia estava assignat com a Arc-Coper del Sacre Imperi Romà. Les seves funcions es van realitzar únicament en ocasions molt especials. Altres vegades, era el comte de Althann qui servia de coper per l'emperador.
A Europa, els reis, prínceps i gran noblesa tenien els seus propis copers majors o "majordoms" (al principi, també encarregats dels aprovisionaments).

### Coperos en l'Espanya visigoda
Durant el regne visigot a Espanya existia un càrrec palatino anomenat COMES SCANCIORUM. Abocar és l'acció de decantar una beguda en una copa i, per extensió, escanciador és l'individu que efectua l'acció. Existia una quadrilla de escanciadors, com en altres corts, perquè es titulés a un dels oficials palatins com a comte sobre ells. El seu deure era comprar, guardar i abocar el vi del rei i els seus hostes. A França el Grand Échanson complia igual funció.

### Copers a França
A França, des del segle x, els càrrecs de coper i de "majordom" (bouteiller) comencen a ser diferents. En la cort francesa, el coper era directament responsable de la compra dels vins i la seva distribució a les persones en l'entorn cortesà, mentre que el majordom era el responsable de la gestió dels vinyers reals. Hi havia en general diversos copers.
Al segle xiv, el coper principal a França portava el títol de "Gran Coper de França" (Grand Échanson de France). En el XVI, la dignitat de coper va anar decaient i va perdre la major part d'atribucions i privilegis, arribant a la Revolució francesa, quan es va suprimir definitivament aquest càrrec, quedant solament com a títol honorífic.

## Coper a la Casa Pontifícia
En l'antiga Família Pontifícia, dins de la Noble Avantcambra Secreta i entre els Cambrers Secrets Participants, es trobava el lloc de Coper ("Pincerna"), que abocava el vi al Papa i li tenia la palmatoria en les funcions a les quals assistia.